# Аддитивний метод Шварца
У математиці Аддитивний метод Шварца, названий на честь Германа Шварца, для приблизного пошуку рішення крайової задачі для часткового диференціального рівняння шляхом розбиття його на менші задачі того ж типу та додавання результатів. 

## Загальний опис
Часткові диференціальні рівняння (ЧДР) використовуються в усіх науках для моделювання явищ. З метою кращого пояснення наведемо приклад конкретної фізичної задачі та супровідної граничної задачі (СГЗ). Навіть якщо читач не ознайомлений із нотацією, мета полягає лише в тому, щоб показати, як виглядає СГЗ, коли формулюється. 
(Моделювання проблеми) Розподіл тепла на поверхні квадратної металевої пластини є таким, що лівий край тримається на 1 градусі, а інші краї тримаються на 0 градусах, після того,як дана система пробула у такому стані тривалий час,вона переходить у супровідну граничну задачу:
f xx ( x, y ) + f yy ( x, y ) = 0
f (0, y ) = 1; f ( x, 0) = f ( x, 1) = f (1, y ) = 0
де f - невідома функція, f xx і f yy позначають другу часткову похідну взяту по  x і y відповідно.
Тут область визначення - квадрат з одиничними сторонами. 
Цю конкретну проблему можна вирішити на папері, тому немає необхідності в комп'ютері. Однак це частковий випадок, і більшість БВП неможливо вирішити точно.  
Єдина можливість - використовувати комп’ютер, щоб знайти приблизне рішення. 

### Розв'язування з допомогою комп'ютера
Типовим способом цього є розділення квадрату на певні точки,які мають набір координат,відповідно до цього будується функція f .Наприклад, ми могли взяти 8 точок у напрямку x за x = 0,1, 0,2, ..., 0,8 і 0,9, і 8 точок у напрямку y за аналогічними координатами . Тоді у нас було б 64 точки на площині.Кожна наступна ітерація рахується за для конкретної точки на базі її взаємодії із сусідніми точками.Такі обчислення і здійснюються комп'ютером. 
Проте є певні труднощі, наприклад, неможливо обчислити f xx (0,5,0,5), знаючи f лише у 64 точках у квадраті. Щоб подолати ці труднощі використовується метод обчислення через наближення похідних. Наприклад, метод скінченних елементів або скінченних різниць . Використовуючи їх,ми збільшуємо кількість точок,щоб ігнорувати вище наведене обмеження. 

### Розв’язування лінійних задач
Який би метод ми не взяли для вирішення цієї проблеми, нам потрібно розв’язати велику систему лінійних рівнянь . Читач може згадати,що системи лінійних рівнянь виглядають так: 
2 a + 5 b = 12 (*)
6 a - 3 b = −3
Це система з 2 рівнянь та 2 невідомих ( a і b ). Якщо ми вирішимо СГЗ показану вище, як запропоновано, нам знадобиться розв’язати систему з 64 рівнянь та 64 невідомих. Це не важка проблема для сучасних комп'ютерів, але якщо ми використовуємо більшу кількість зразків, навіть сучасні комп'ютери не можуть вирішити СГЗ дуже ефективно. 

### Розбиття задачі
Що приводить нас до методу розбиття задачі. Якщо розділити задачу з квадратом 1х1  на два прямокутники  1х0.5 то кожен має лише половину з обраних точок. Таким чином, ми можемо спробувати вирішити задачу для меншої версії нашої моделі на кожному прямокутнику, але цього разу кожен об'єкт має лише 32 точки. Нарешті, враховуючи рішення кожного прямокутника, ми можемо спробувати їх з'єднати, щоб отримати рішення вихідної задачі на 1х1. 

## Дивись також
- Метод декомпозиції домену
- Метод чергування Шварца

## Зовнішні посилання
- Офіційна сторінка Методи декомпозиції домену [Архівовано 1 квітня 2022 у Wayback Machine.]